# Correbidia pseudoterminalis
Correbidia pseudoterminalis là một loài bướm đêm thuộc phân họ Arctiinae, họ Erebidae.